# Sydney Colson
Sydney Justine Colson, née le 6 août 1989 à Houston au Texas, est une joueuse professionnelle de basket-ball de nationalité américaine, championne NCAA 2011 avec les Aggies du Texas.
Colson joue au basket-ball universitaire pour l'equipe des Aggies du Texas, elle remportera le titre NCAA lors de sa dernière année. Colson est draftée par le Sun du Connecticut au deuxième tour en 16e position, elle est ensuite échangée au 	Liberty de New York. Coslon a aussi joué pour les Stars de San Antonio, Lynx du Minnesota, Sky de Chicago et les Aces de Las Vegas, elle est champion WNBA 2022 avec Las Vegas.

## Biographie
Elle est capitaine des Aggies en sophomore, junior et senior, et fait équipe avec Danielle Adams les deux dernières. Elle accomplit trois saisons consécutives à plus de 100 passes décisives. Elle est cinquième meilleure passeuse de l'histoire de A&M et quatrième interceptrice. En 2011, elle devient championne NCAA avec 10 points, 5 passes et 3 balles volées lors de la finale, malgré une 3e faute personnelle dès la 15e minute.
Sélectionnée seizième choix de la draft 2011 par le Sun du Connecticut, elle est échangée avec le Liberty de New York contre Kalana Greene. Ses débuts de remplaçante en WNBA sont modestes.
Elle passe quelques saisons en tant qu'entraîneuse assistante de l'université Rice.
Pour 2017-2018, elle joue en Israël avec Hapoel Rishon LeZion.
Sans franchise en début de saison WNBA 2018, elle est engagée le 14 août par le Lynx du Minnesota pour remplacer Danielle Robinson blessée.

## Palmarès
- 2011: championne NCAA avec Texas A&M[5]